# クリスティアン・ヴァンデヴェルデ
クリスティアン・ヴァンデヴェルデ（Christian Vande Velde、1976年5月22日- ）は、アメリカ合衆国、イリノイ州のルモント出身の自転車競技選手。クリスチャン・ヴァンデヴェルデと表記する自転車競技関連情報誌、Webも少なくない。

## 経歴
1998年にUSポスタルサービスを契約を結んでプロ選手となるが、アシスト役に徹する機会が長らく続いたこともあってか、際立った戦績らしきものがなかった。
主要レースにおける勝利は、チームCSC在籍当時の2006年、UCIヨーロッパツアーの2.HCクラスのレースである、ツール・ド・ルクセンブルクで総合優勝、また2007年のチームタイムトライアル・アイントホーフェンで優勝したチームCSCの一員だったという程度だった。
2008年、プロフェッショナルコンチネンタルチームである、スリップストリーム（現、ガーミン・サーヴェロ）に移籍してから開花。
- 2月に行われたツアー・オブ・カリフォルニアでは総合3位。
- ジロ・デ・イタリアでは、最終総合順位こそ52位だったが、第1ステージのチームタイムトライアルでスリップストリームが勝利したことにより、同ステージ終了後にマリア・ローザを手中にした。
- ツール・ド・フランスでは、ジロでのマニュス・バクステットに代わってエースナンバーとなり、またその期待に応える走りを見せた。第4ステージの個人タイムトライアル終了後に総合6位に浮上。第6ステージ終了後には同4位に浮上し、さらにピレネー越えステージが終了した第10ステージでは、首位のカデル・エヴァンスに38秒差の総合3位に浮上した。アルプス越えステージではアシスト陣の脆弱さから苦戦を強いられたものの、大きく総合順位を落とすことなく、ラルプ・デュエズがゴールの第17ステージ終了時点でも総合6位に止まり、第20ステージの個人タイムトライアルではエヴァンス、デニス・メンショフ、さらに総合首位のカルロス・サストレらを上回る区間4位に入り、総合5位に浮上した。
- ツアー・オブ・ミズーリの総合優勝。

2009年
- ツール・ド・フランスでもチームリーダーとして出場。ステージの途中で、チームメイトのブラッドリー・ウィギンスのサポートに回るケースが見られたが、総合8位に入った。

2012年
- USAプロ・サイクリング・チャレンジ総合優勝。
- 10月10日、過去にドーピングを行っていた事を認め、全米アンチドーピング機関(USADA)は9月9日から6ヶ月の出場停止と2004年6月4日～2006年4月31の成績の剥奪処分を下した[1]。

## グランツールにおける総合成績
ツール・ド・フランス
- 1999年 : 85位
- 2001年 : 途中棄権
- 2004年 : 56位
- 2006年 : 24位
- 2007年 : 25位
- 2008年 : 5位
- 2009年 : 8位
- 2011年 : 17位
- 2012年 : 59位

ブエルタ・ア・エスパーニャ
- 2005年 : 31位
- 2007年 : 39位

ジロ・デ・イタリア
- 2005年 : 114位
- 2008年 : 52位。第1ST総合首位。
- 2012年 : 22位